# Якир, Светлана Яковлевна
Светла́на Я́ковлевна Яки́р (Блюма Якир; 21 июня 1936, Кишинёв — 19 ноября 1971, там же) — русская писательница.

## Биография
Светлана Якир родилась в 1936 году в Кишинёве в семье бессарабского еврейского писателя Янкл Якира. Росла в Кишинёве и в местечке Згурица Сорокского жудеца (теперь Дрокиевского района Молдовы), где проживала семья матери вплоть до принудительного выселения в отдалённые районы Сибири сразу же после присоединения Бессарабии к СССР в 1940 году; бабушка погибла на поселении.
В годы Великой Отечественной войны — в эвакуации в Узбекистане. После войны отец Якир был репрессирован и семья осталась практически без средств к существованию. В годы оттепели окончила литературный факультет (русский язык и литература) Кишинёвского государственного педагогического института им. Иона Крянгэ (1954—1958), после окончания института работала в библиотеке. Посещала литературное объединение при газете «Молодёжь Молдавии», которым руководил Кирилл Ковальджи.
Публиковаться начала в периодических изданиях Молдавии на русском языке вскоре после окончания института и быстро проявила себя незаурядным стилистом. Первый сборник повестей и рассказов «Жил-был двор» вышел в кишинёвском издательстве «Лумина» (Свет) в 1968 году. В него вошла повесть «Мы — тыловые дети» и другие рассказы. В 1960-е годы под именем Блюма Якир публиковала рассказы в московском журнале на идише «Советиш Геймланд». В 1970 году в кишинёвском издательстве «Картя молдовеняскэ» вышел другой сборник рассказов Якир «Апроша».
Последний прижизненный сборник повестей и рассказов «Жил-был двор» вышел в московском издательстве «Молодая гвардия» в 1971 году и в том же году Светлана Якир умерла после продолжительного онкологического заболевания. Посмертно, в Израиле в переводе на идиш, выполненном её отцом Янклом Якиром, вышла книга «Белая козочка с серебряными колокольчиками» (Ди Вайсэ Циг Мит Ди Зилбэрнэ Глэкэлэх, 1976).
Дочь Светланы Якир — ведущая радио «Дэвидзон» Виктория Мунблит. Тётя (сестра её матери Мани) — еврейская писательница Ентэ Маш.

## Книги Светланы Якир
- Здравствуйте, сверстники! Кишинёв: Картя молдовеняскэ, 1965.
- Жил-был двор (Мы — тыловые дети, повести). Кишинёв: Лумина, 1968.
- Апроша. Кишинёв: Картя Молдовеняскэ, 1970.
- Жил-был двор (повести и рассказы). Москва: Молодая гвардия, 1971.
- Белая коза с серебряным колокольчиком. С предисловием Ефрема Бауха. Кишинёв: Картя Молдовеняскэ, 1971.
- די װײַסע ציג מיט די זילבערנע גלעקעלעך (ди вайсэ циг мит ди зилбэрнэ глэкэлэх — белая коза с серебряными колокольчиками), перевод на идиш Я. Якира. Тель-Авив: И. Л. Перец Фарлаг, 1976.